# Assassinat de Tahar Acherchour

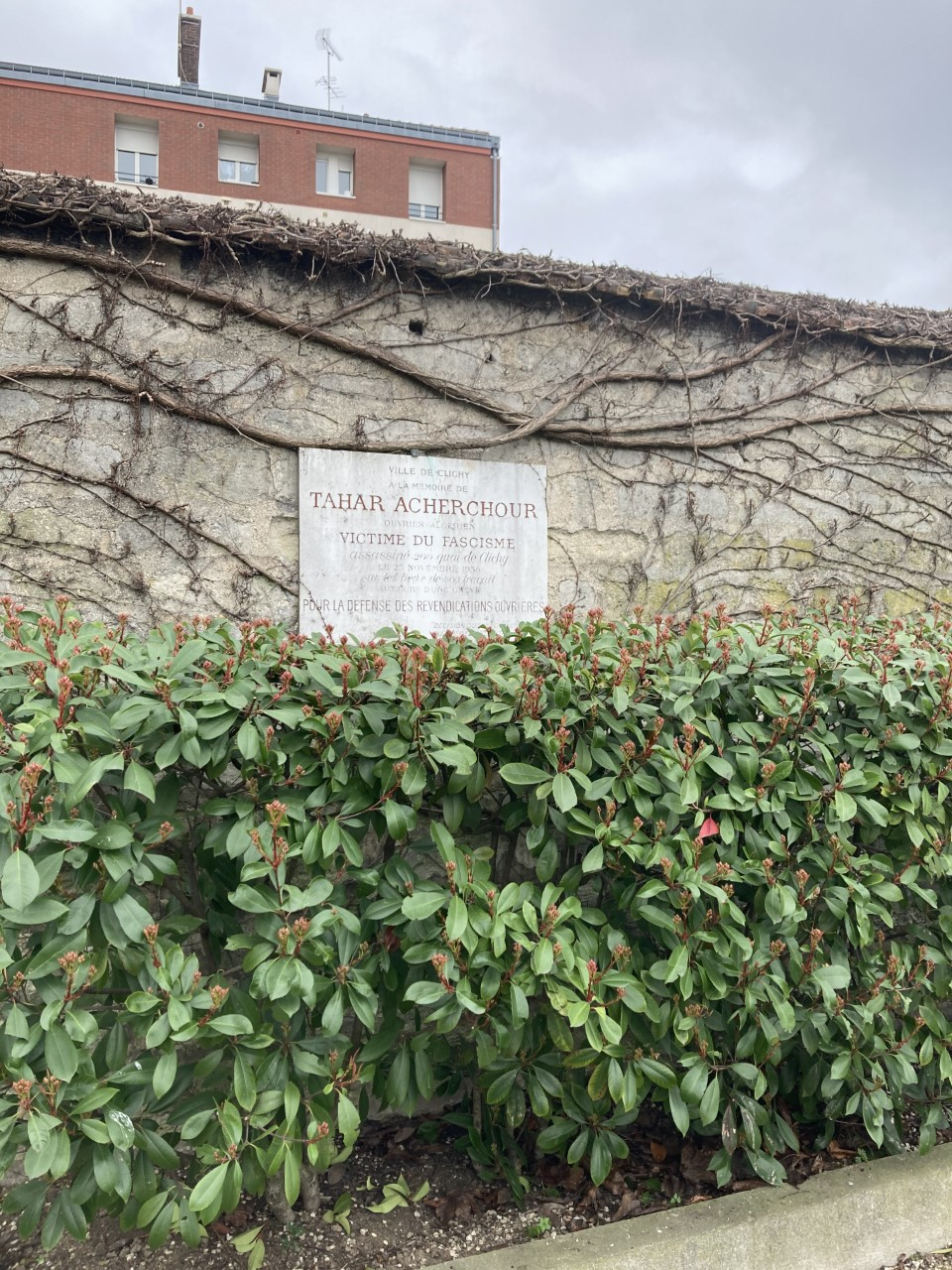
Plaque en hommage à Tahar Acherchour au cimetière sud de Clichy.

L'assassinat de Tahar Acherchour est celui d'un ouvrier cégétiste et étoiliste d'origine algérienne, abattu le 23 novembre 1936 par son patron dans une usine de Clichy. Il décède de ses blessures le lendemain à l'hôpital Beaujon.
Son assassinat suscite une vive émotion à une période marquée par le Front populaire. Plus de 200 000 personnes assistent à ses obsèques. Paul Cusinberche, l'auteur des coups de feu meurtriers, est acquitté en 1938.

## Éléments biographiques
Tahar Acherchour naît le 21 janvier 1908 à Medjane, et est originaire de Sidi Aïch en Petite Kabylie,. Immigré, âgé de 28 ans, il est domicilié au 167 boulevard Victor-Hugo à Saint-Ouen, dans le département de la Seine et est manœuvre dans l'industrie chimique à la savonnerie Cusinberche.
Syndicaliste adhérant la Confédération générale du travail (CGT), il est délégué du personnel dans son usine. Il est aussi  militant communiste et militant à l'Étoile nord-africaine.

## Les faits
L'usine Cusinberche est une fabrique de savons et de bougies située au 200 quai de Clichy, dont la plupart des ouvriers sont Nord-Africains. En plein Front populaire, une grève éclate à la suite de licenciements et l'usine est alors occupée par les ouvriers grévistes. Le 23 novembre, après 18 jours d'occupation, une vingtaine d'hommes violents menée par Paul Cusinberche, le fils du directeur et trésorier de la 18e section des Croix-de-Feu, pénètrent dans l'usine. Ils sont équipés de matraques et de barres de fer et Paul Cusinberche est lui-même armé de deux revolvers,. Les grévistes n'ont quant à eux, selon les fouilles effectuées par la police, pas d'armes.
Des affrontements éclatent entre les ouvriers grévistes et les briseurs de grève. Paul Cusinberche tire à deux reprises sur Tahar Acherchour. L'une le blesse au bras et l'autre lui perfore le foie et l'intestin, avec un total de onze blessures abdominales. Sept autres grévistes sont blessés.
Transporté à l'hôpital Beaujon, Tahar Acherchour meurt le 24 novembre des suites de ses blessures,.

## Jugement
Paul Cusinberche est acquitté le 10 mars 1938 par la cour d'assises de la Seine.

## Réactions et manifestations
La mort tragique de Tahar Acherchour suscite une vive émotion, dans les milieux communistes et de l'Étoile nord-africaine (ENA). L'Union syndicale CGT de la région parisienne prend à sa charge les frais d'obsèques et le rapatriement du corps en Algérie.
Dès le lendemain de l'agression, et durant une semaine, L'Humanité, organe de presse du Parti communiste français (PCF), consacre sa une à l'affaire,. Le premier jour, il titre sur trois colonnes « À la tête d'une bande fasciste armée un patron assaille ses ouvriers et fait feu sur eux. » Tahar Acherchour y figure photographié sur son lit d'hôpital et Paul Vaillant-Couturier lui dédie son éditorial, dans lequel il met en avant le fait que Paul ait été militant Croix-de-Feu. Le lendemain, il titre sur « l'usinier assassin et ses complices fascistes ». Le décès de Tahar Acherchour est annoncé le 26 novembre en ces mots : « Tahar Acherchour est mort de la balle patronale. Châtiment exemplaire pour l'assassin et ses complices fascistes ! » et le quotidien appelle à ce que « les travailleurs [fassent] une grandiose escorte au corps de leur frère nord-africain ». Il n'est pas le seul à voir dans cette mort l'œuvre du fascisme contre la classe ouvrière. Ainsi, Messali Hadj, président de l'Étoile nord-africaine, évoque une « victime du fascisme ». Lors d'un meeting à Nanterre le 4 décembre 1936, il lui rend hommage et déclare que les Algériens sont prêts à donner leur vie pour combattre le fascisme.
L'appel à une manifestation le jour des obsèques est reproduit par L'Humanité dans les jours suivants, en première page. Alors qu'un premier meeting de protestation organisé le 25 novembre avait réuni 3 000 personnes à Clichy, c'est un cortège immense (200 000 personnes selon L'Humanité) qui est présent le 29 novembre. Il suit le déplacement du corps de la maison des syndicats, située avenue Mathurin-Moreau dans le 19e arrondissement de Paris, à la gare de Lyon. S'associent notamment à cette manifestation la CGT, l'Étoile nord-africaine et le Parti communiste (avec la présence de Marcel Cachin et de Paul Vaillant-Couturier) ; le cortège de tête est celui des Nord-Africains. Le corps de Tahar Acherchour est ensuite emmené en Algérie, accompagné par une délégation cégétiste conduite par Gaston Monmousseau. Il est inhumé à Sidi Aïch.
Des manifestations en mémoire d'Acherchour se poursuivent jusqu'en Algérie.
Dans ses mémoires, Messali invective le PCF qui l’a lâché après avoir utilisé à son profit l’Étoile nord-africaine : « l’ombre du malheureux Acherchour est à peine effacée que vous traitez les Nord-Africains d’anti-Français, dans le journal des prolétaires ».

## Hommage
En 1937, un « comité Acherchour », présidé par un dénommé Poignart, propose « l'apposition d'une plaque commémorative « Tahar Acherchour » sur le kiosque à musique du square Roger-Salengro [suicidé en novembre 1936], associant ainsi deux victimes du fascisme et du patronat de combat qui veulent à tout prix briser l'expérience du Front populaire ». La plaque est finalement apposée au cimetière sud de Clichy, sur une décision du conseil municipal.

### Journaux contemporains
- [PDF] Articles sur l'affaire extraits de L'Humanité, publiés de 1936 à 1938
- Henri Vonoven, « M. Paul Cusinberche se défend d'avoir tué son ouvrier gréviste », Le Figaro,‎ 8 mars 1938, p. 1 et 6 (lire en ligne)